# Pedro Páramo
Pedro Páramo és la primera novel·la de l'escriptor mexicà Juan Rulfo, publicada per primera vegada en 1955 pel Fondo de Cultura Económica. L'autor va començar l'obra a la fi dels anys 1940 i, després de rebre una beca del Centro Mexicano de Escritores, va aconseguir finalitzar-la i, més tard, publicar avançaments de la mateixa de 1953 a 1954 en diverses revistes mexicanes sota els títols preliminars de Una estrella junto a la luna, Los murmullos i Comala.  És la primera novel·la de Rulfo, així com la seva segona obra després de  El Llano en llamas; una recopilació de contes de la qual va tocar els temes de la mort, la ruralitat i la pèrdua d'esperances després de la Revolució Mexicana. A més, va anticipar la seva segona novel·la, El gallo de oro, escrita entre 1956 i 1958 però publicada el 1980.
L'argument se situa en l'època de la Guerra Cristera i narra dues històries: la d'un home anomenat Juan Preciado, que arriba al poble de Comala a la recerca del seu pare, Pedro Páramo, i la història d'aquest, un cacic que es va corrompre pel poder que li va generar la Revolució.
Pedro Páramo s'enquadra dins del gènere de la novel·la revolucionària i, a causa del seu ús del realisme màgic, és catalogada com una de les obres precursores del boom llatinoamericà, així com un dels llibres cim de la literatura en llengua castellana.  D'antuvi la novel·la va ser creditora de crítiques negatives, però amb el temps es va destacar tant la seva nova estructura com la seva narrativa inusual per a l'època. Gabriel García Márquez va assenyalar que cap lectura li havia produït tanta commoció des que va llegir La transformació, de Franz Kafka. Jorge Luis Borges, per part seva, la va descriure en el seu moment com «una de les millors novel·les de les literatures de llengua hispànica, i fins i tot de la literatura». A més, li va valer a Rulfo, el mateix any de la seva publicació, el Premi Xavier Villaurrutia.
A Espanya, la dictadura franquista va prohibir l'obra per contenir, segons el parer del censor, «descripcions crues de fets i situacions immorals» en diversos passatges. La censura del règim no va autoritzar la distribució de la novel·la fins a catorze anys més tard, en 1969.
Actualment l'obra forma part de la llista de les 100 millors novel·les en castellà del segle XX del periòdic espanyol El Mundo. A més, s'han realitzat traduccions a més de trenta idiomes, diverses adaptacions cinematogràfiques i una teatral.

## Argument
La novel·la dona inici amb el relat del personatge principal, Juan Preciado, qui li va prometre a la seva mare al seu llit de mort que tornaria a Comala per reclamar al seu pare, Pedro Páramo, el que en el seu moment no els va donar. Preciado, el nom del qual no coneixem fins avançada la novel·la, suggereix que no tenia intencions de complir aquesta promesa fins que comença a tenir somnis i il·lusions que finalment l'indueixen a viatjar.
La seva narració està fragmentada i es veu barrejada amb diàlegs de la seva recentment difunta mare, Dolores Preciado. També es veu interrompuda i reemplaçada per una línia narrativa en primera persona que aparentment és de Pedro Páramo.
Preciado es troba amb diverses persones a Comala, a les qui, en determinat moment, comença a percebre com a mortes. En acabar el primer terç de la novel·la, la narració de Preciado es deté i comença el monòleg interior de Pedro Páramo com a narrador omniscient. La majoria dels personatges en la narració de Juan Preciado (Dolores Preciado, Eduviges Dyada, Abundio Martínez, Susana San Juan i Damiana Cisneros) són presents en aquesta narració omniscient, però amb perfil molt menys subjectiu. Les dues narratives majors que competeixen, donen versions descriptives diferents de Comala. Tanmateix, és la narració omniscient la que descriu a Pedro Páramo i dona detalls de la seva vida, des de la idealització juvenil cap a Susana San Juan, el seu ascens, els seus abusos tirànics, la seva condició de faldiller, fins a la seva mort. Encara que la condició destacable de la seva personalitat és la crueltat, Pedro Páramo és també mostrat com un pare que adorava al seu fill, nascut fora del matrimoni, Miguel Páramo, però igual criat per ell a la seva llar. També com un astut cap que sap com manejar als seus mercenaris, que d'una altra manera haguessin arrasat a Comala.
Mentre que la brotxa descriptiva de Juan Preciado es presenta en forma més o menys lineal, la de Pedro Páramo apareix en desordre i inserida per fragments en la d'aquell.
La novel·la és possible de ser interpretada com una expressió literària de les societats llatinoamericanes bigarrades, seguint el concepte proposat per René Zavaleta Mercado.
En contra de l'opinió generalitzada de situar a Pedro Páramo dins del grup de novel·les que aborden la Revolució mexicana, el mateix Rulfo, en entrevista amb Màxim Simpson, la va situar dins dels llibres amb temàtica humana: 
| « | «L'amor cap a Susana San Juan era l'única cosa neta en aquella existència tan trafagueada. Susana pesava més en la seva consciència que els seus crims, els quals només havien estat un instrument per a aconseguir el poder. Susana Sant Joan era l'únic símbol de redempció que li quedava, l'única forma tangible i bella per la qual va fer tantes atrocitats. Ella significava el seu perdó, així que en perdre-la es va sentir el més desventurat dels éssers humans. O no creu vostè que per a algunes persones unes certes dones són com un transsumpte del cel, i potser fins al cel mateix?»ciertas mujeres son como un trasunto del cielo, y quizá hasta el cielo mismo?». | » |

## Composició
Després d'haver rebut una beca per part del Centro Mexicano de Escritores que el va deixar com a becari entre 1952 i 1954, i durant el seu segon any, Rulfo va concloure l'escriptura de Pedro Páramo. La seva idea havia estat prèviament esmentada per part de Rulfo a la seva esposa Clara Angelina Aparicio Reyes entre febrer i març de 1947, en una correspondència que van tenir, on l'escriptor li comentava a la seva esposa que tenia al cap publicar una novel·la i que aquesta tenia un títol temptatiu:
| « | «No he fet sinó llegir una miqueta i voler escriure alguna cosa que no s'ha pogut i que si ho arribo a escriure es dirà Una estrella junto a la luna». | » |

Entre 1953 i 1954 Rulfo ja havia lliurat el manuscrit original de la novel·la al Fondo de Cultura Económica, a més d'haver començat a publicar-ne avançaments a les revistes literàries de Ciutat de Mèxic Las Letras Patrias, Universidad de México i Dintel. En aquesta primera, el títol de la novel·la era Una estrella junto a la luna, en la segona Los murmullos i en la tercera, els fragments mostrats de la novel·la es trobaven sota el títol de Comala. Rulfo finalment va publicar Pedro Páramo en 1955.

## Tècnica narrativa i estil
De la mateixa manera que a Rayuela de Julio Cortázar i que a Las Meninas de Diego Velázquez, es requereix de la interpretació del lector perquè l'autor sembla haver escrit dos relats centrals, la narració de Juan Preciado i la narració de Pedro Páramo, als quals ha annexat altres contes menors que desenvolupaven determinats passatges d'aquestes dues narracions centrals (la relació de Juan Preciado amb la seva mare, la relació de Pedro Páramo amb Susana Sant Joan, la relació de Pedro Páramo amb els seus homes en armes, la relació de Pedro Páramo amb Juan Preciado) per a després tallar els contes menors en trossos relativament petits i haver-los intercalat en llocs molt específics dels contes centrals.
La seva especificitat radica en el fet que poc després de fer la seva entrada en un dels contes centrals, li fan notar al lector que va avançant en un entendre que no correspon. Per a això comença un nou paràgraf canviant el gènere o número dels personatges descrits en paràgrafs anteriors. Això fa que el lector es detingui i comenci a buscar en el llegit, per a saber quan va començar el relat. Entre els quals ho perceben, uns consideren que els relats comencen en un cert lloc i altres en un altre. Així, una mateixa curta novel·la es converteix en una obra d'art universal, amb milers de significats distints per als diferents lectors i brillant per a tots. Així hi ha en la novel·la una mescla i entrellaçat apassionants de les veus i els records dels diferents personatges presents i passats.
L'obra de Rulfo és considerada com un dels exponents més significatius i influents de l'anomenat realisme màgic.

## Adaptacions

### Cinematogràfiques
- 1967: Pedro Páramo (dirigida per Carlos Velo).[20]
- 1976-1978 (No queda clar la data d'estrena): Pedro Páramo. El hombre de la media luna (dirigida per José Bolaños).[21]
- 1981: Pedro Páramo (dirigida per Salvador Sánchez).[22]
- (Cancel·lada per problemes de finançament) 2009: Pedro Páramo (anava a ser dirigida per Mateo Gil).[23][24][25][26]
- 2024: Pedro Páramo produïda per Netflix i dirigida per Rodrigo Prieto.[27]

### Teatrals
- 2013: Pedro Páramo (dirigida per Flora Lauten, dramatúrgia de Raquel Carrió).
- 2020: Pedro Páramo (dirigida per Mario Gas).[14]